# Laurence Olivier Award for Best Theatre Choreographer
Der Laurence Olivier Award for Best Theatre Choreographer (deutsch: Laurence Olivier Award für den besten Theaterchoreographen) ist ein britischer Theater- und Musicalpreis, der erstmals 1991 vergeben wurde.

## Geschichte und Hintergrund
Die Laurence Olivier Awards werden seit 1976 jährlich in zahlreichen Kategorien von der Society of London Theatre vergeben. Sie gelten als höchste Auszeichnung im britischen Theater und sind vergleichbar mit den Tony Awards am amerikanischen Broadway. Ausgezeichnet werden herausragende Darsteller und Produktionen einer Theatersaison, die im Londoner West End zu sehen waren. Die Nominierten und Gewinner der Laurence Olivier Awards „werden jedes Jahr von einer Gruppe angesehener Theaterfachleute, Theaterkoryphäen und Mitgliedern des Publikums ausgewählt, die wegen ihrer Leidenschaft für das Londoner Theater“ bekannt sind. Eine der Preiskategorien ist der Laurence Olivier Award for Best Theatre Choreographer, der erstmals 1991 vergeben wurde.

## Gewinner und Nominierte
Die Übersicht der Gewinner und Nominierten listet pro Jahr die nominierten Choreographen und Produktionen. Der Gewinner eines Jahres ist grau unterlegt und fett angezeigt.

### 1991–1999
| Jahr                                | Choreograph                                  | Produktion |
| ----------------------------------- | -------------------------------------------- | ---------- |
| 1991                                |                                              |            |
| Charles Augins                      | Five Guys Named Moe                          |            |
| Terry John Bates                    | Dancing at Lughnasa                          |            |
| Lawrence Evans                      | The Trackers of Oxyrhynchus                  |            |
| 1992                                |                                              |            |
| Rafael Aguilar                      | Matador                                      |            |
| Steven Berkoff                      | The Trial                                    |            |
| The Dancers                         | Tango Argentino                              |            |
| Anthony Van Laast                   | Joseph and the Amazing Technicolor Dreamcoat |            |
| 1993                                |                                              |            |
| Susan Stroman                       | Crazy for You                                |            |
| Kenneth MacMillan                   | Carousel                                     |            |
| Marcello Magni                      | The Street of Crocodiles                     |            |
| Tommy Tune                          | Grand Hotel                                  |            |
| 1994                                |                                              |            |
| Luke Cresswell und Steve McNicholas | Stomp!                                       |            |
| Welcome Msomi                       | Tamburlaine the Great                        |            |
| Arlene Philips                      | Grease                                       |            |
| Anthony Van Laast                   | The Beggar’s Opera                           |            |
| 1995                                |                                              |            |
| David Atkins und Dein Perry         | Hot Shoe Shuffle                             |            |
| Jonathan Lunn                       | Pericles                                     |            |
| Rob Marshall                        | She Loves Me                                 |            |
| David Toguri                        | Once on This Island                          |            |
| 1996                                |                                              |            |
| Dein Perry                          | Tap Dogs                                     |            |
| Lars Bethke                         | Fame                                         |            |
| Wayne McGregor                      | A Little Night Music                         |            |
| 1997                                |                                              |            |
| Bob Avian                           | Martin Guerre                                |            |
| Wayne Cilento                       | Tommy                                        |            |
| 1998                                |                                              |            |
| Simon McBurney                      | The Caucasian Chalk Circle                   |            |
| Rob Marshall                        | Damn Yankees                                 |            |
| Ann Reinking                        | Chicago                                      |            |
| Matt West                           | Beauty and the Beast                         |            |
| 1999                                |                                              |            |
| Susan Stroman                       | Oklahoma!                                    |            |
| Loukmaan Adams and Jody Abrahams    | Kat and the Kings                            |            |
| Peter Gennaro                       | Annie                                        |            |
| Arlene Philips                      | Saturday Night Fever                         |            |

### 2000–2009
| Jahr                            | Choreograph              | Produktion        |
| 2000                            |                          |                   |
| ------------------------------- | ------------------------ | ----------------- |
| 2000                            | Garth Fagan              | The Lion King     |
| 2000                            | Peter Darling            | Candide           |
| 2000                            | Craig Revel Horwood      | Spend Spend Spend |
| 2000                            | Stephen Mear             | Soul Train        |
| 2001                            |                          |                   |
| Bob Fosse und Ann Reinking      | Fosse                    |                   |
| Peter Darling                   | Merrily We Roll Along    |                   |
| Stephen Mear                    | Singin’ in the Rain      |                   |
| Meryl Tankard                   | The Beautiful Game       |                   |
| 2002                            |                          |                   |
| Matthew Bourne                  | My Fair Lady             |                   |
| Irving Davies                   | The Play What I Wrote    |                   |
| Scarlett Mackmin                | Privates on Parade       |                   |
| Kathleen Marshall               | Kiss Me, Kate            |                   |
| 2003                            |                          |                   |
| Matthew Bourne and Company      | Play Without Words       |                   |
| Peter Darling                   | Our House                |                   |
| Craig Revel Horwood             | My One and Only          |                   |
| Susan Stroman                   | Contact                  |                   |
| 2004                            |                          |                   |
| Karen Bruce                     | Pacific Overtures        |                   |
| Jenny Arnold                    | Jerry Springer           |                   |
| Rob Ashford                     | Thoroughly Modern Millie |                   |
| 2005                            |                          |                   |
| Matthew Bourne und Stephen Mear | Mary Poppins             |                   |
| Adam Cooper                     | Grand Hotel              |                   |
| Susan Stroman                   | The Producers            |                   |
| 2006                            |                          |                   |
| Peter Darling                   | Billy Elliot             |                   |
| Rob Ashford                     | Guys and Dolls           |                   |
| 2007                            |                          |                   |
| Javier de Frutos                | Cabaret                  |                   |
| Rob Ashford                     | Evita                    |                   |
| Bill Deamer                     | The Boy Friend           |                   |
| Stephen Mear                    | Sinatra                  |                   |
| 2008                            |                          |                   |
| Toby Sedgwick                   | War Horse                |                   |
| Rob Ashford                     | Parade                   |                   |
| Jerry Mitchell                  | Hairspray                |                   |
| Casey Nicholaw                  | The Drowsy Chaperone     |                   |
| 2009                            |                          |                   |
| Steven Hoggett                  | Black Watch              |                   |
| Rafael Amargo                   | Zorro                    |                   |
| Lynne Page                      | La Cage aux Folles       |                   |
| Kate Prince                     | Into the Hoods           |                   |
| Sergio Trujillo                 | Jersey Boys              |                   |

### 2010–2019
| Jahr                            | Choreograph                                       | Produktion |
| ------------------------------- | ------------------------------------------------- | ---------- |
| 2010                            |                                                   |            |
| Stephen Mear                    | Hello, Dolly!                                     |            |
| Matthew Bourne                  | Oliver!                                           |            |
| Bill T. Jones                   | Spring Awakening                                  |            |
| Anthony Van Laast               | Sister Act                                        |            |
| 2011                            |                                                   |            |
| Leon Baugh                      | Sucker Punch                                      |            |
| Bill T. Jones                   | Fela!                                             |            |
| Stephen Mear                    | Sweet Charity                                     |            |
| Jerry Mitchell                  | Legally Blonde                                    |            |
| 2012                            |                                                   |            |
| Peter Darling                   | Matilda                                           |            |
| Javier de Frutos                | London Road                                       |            |
| Stephen Mear                    | Crazy for You                                     |            |
| Andrew Wright                   | Singin’ in the Rain                               |            |
| 2013                            |                                                   |            |
| Bill Deamer                     | Top Hat                                           |            |
| Scott Ambler                    | Chariots of Fire                                  |            |
| Scott Graham und Steven Hoggett | The Curious Incident of the Dog in the Night-Time |            |
| Stephen Mear                    | Kiss Me, Kate                                     |            |
| 2014                            |                                                   |            |
| Casey Nicholaw                  | The Book of Mormon                                |            |
| Peter Darling                   | Charlie and the Chocolate Factory                 |            |
| Steven Hoggett                  | Once                                              |            |
| Susan Stroman                   | The Scottsboro Boys                               |            |
| 2015                            |                                                   |            |
| Sergio Trujillo                 | Memphis                                           |            |
| Jerry Mitchell                  | Dirty Rotten Scoundrels                           |            |
| Annie-B Parson                  | Here Lies Love                                    |            |
| Josh Prince                     | Beautiful                                         |            |
| 2016                            |                                                   |            |
| Drew McOnie                     | In the Heights                                    |            |
| Carlos Acosta und Andrew Wright | Guys and Dolls                                    |            |
| Stephen Mear                    | Gypsy                                             |            |
| Jerry Mitchell                  | Kinky Boots                                       |            |
| 2017                            |                                                   |            |
| Matthew Bourne                  | The Red Shoes                                     |            |
| Peter Darling and Ellen Kane    | Groundhog Day                                     |            |
| Steven Hoggett                  | Harry Potter and the Cursed Child                 |            |
| Drew McOnie                     | Jesus Christ Superstar                            |            |
| 2018                            |                                                   |            |
| Andy Blankenbuehler             | Hamilton                                          |            |
| Bill Deamer                     | Follies                                           |            |
| Kate Prince                     | Everybody’s Talking About Jamie                   |            |
| Randy Skinner                   | 42nd Street                                       |            |
| Christopher Wheeldon            | An American in Paris                              |            |
| 2019                            |                                                   |            |
| Kelly Devine                    | Come from Away                                    |            |
| Christopher Gattelli            | The King and I                                    |            |
| Carrie-Anne Ingrouille          | Six                                               |            |
| Liam Steel                      | Company                                           |            |

### Seit 2020
| Jahr                              | Choreograph                                                         | Produktion          |
| 2020                              |                                                                     |                     |
| --------------------------------- | ------------------------------------------------------------------- | ------------------- |
| 2020                              | Matthew Bourne and Stephen Mear                                     | Mary Poppins        |
| 2020                              | Fabian Aloise                                                       | Evita               |
| 2020                              | Matt Cole (auf Basis der Ursprungschoreographie von Jerome Robbins) | Fiddler on the Roof |
| 2020                              | Jennifer Weber                                                      | & Juliet            |
| 2021/2022                         |                                                                     |                     |
| Kathleen Marshall                 | Anything Goes                                                       |                     |
| Finn Caldwell                     | Life of Pi                                                          |                     |
| Julia Cheng                       | Cabaret                                                             |                     |
| Sonya Tayeh                       | Moulin Rouge!                                                       |                     |
| 2023                              |                                                                     |                     |
| Matt Cole                         | Newsies                                                             |                     |
| Lynne Page                        | Standing at the Sky’s Edge                                          |                     |
| Kate Prince                       | Sylvia                                                              |                     |
| Basil Twist                       | My Neighbour Totoro                                                 |                     |
| 2024                              |                                                                     |                     |
| James Cousins und Arlene Phillips | Guys and Dolls                                                      |                     |
| Fabian Aloise                     | Sunset Boulevard                                                    |                     |
| Ellen Kane und Hannes Langolf     | Dear England                                                        |                     |
| Mark Smith                        | The Little Big Things                                               |                     |
| Susan Stroman                     | Crazy for You                                                       |                     |

## Statistik

### Gewinne
- 5 Gewinne: Matthew Bourne

- 3 Gewinne: Stephen Mear

- 2 Gewinne: Peter Darling, Susan Stroman

### Nominierungen
- 10 Nominierungen: Stephen Mear

- 6 Nominierungen: Peter Darling

- 5 Nominierungen: Matthew Bourne, Susan Stroman

- 4 Nominierungen: Rob Ashford, Jerry Mitchell

- 3 Nominierungen: Bill Deamer, Steven Hoggett, Anthony Van Laast

- 2 Nominierungen: Javier de Frutos, Craig Revel Horwood, Bill T. Jones, Kathleen Marshall, Rob Marshall, Casey Nicholaw, Dein Perry, Arlene Philips, Ann Reinking, Andrew Wright